# Monocryphaea ravenelii
Monocryphaea ravenelii là một loài Rêu trong họ Cryphaeaceae. Loài này được (Austin) P. Rao mô tả khoa học đầu tiên năm 2001.